# Omocyrius jansoni
Omocyrius jansoni är en skalbaggsart som beskrevs av Conrad Ritsema 1888. Omocyrius jansoni ingår i släktet Omocyrius och familjen långhorningar. Inga underarter finns listade i Catalogue of Life.